# Roman Jakobson
Romа́n Ósipovič Jakobsòn (in russo Рома́н О́сипович Якобсо́н?; Mosca, 10 ottobre 1896 – Cambridge, 18 luglio 1982) è stato un linguista, semiologo e traduttore russo naturalizzato statunitense, studioso della letteratura slava.
Jakobson è considerato uno dei principali iniziatori della scuola del formalismo e dello strutturalismo nonché uno dei maggiori linguisti del XX secolo. A lui si deve lo studio della teoria della comunicazione linguistica, basata sulle sei funzioni comunicative che si associano alla dimensione dei processi comunicativi.

## Biografia

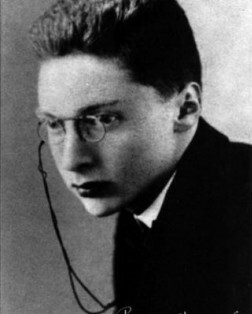
Roman Jakobson da giovane.

Roman Jakobson nasce a Mosca in una famiglia di religione ebraica. Il padre, Iosif (Osip) Abramovič Jakobson, ingegnere chimico e mercante della prima gilda, era nato nei territori dell'Impero Austro-ungarico e si era laureato al Politecnico di Riga. La madre, Anna Jakovlevna Vol'pert, era originaria di Riga. Nel 1914, dopo il diploma conseguito presso l'Istituto Lazarevskij di Lingue orientali, Roman si iscrive all'Università di Mosca, dove si laurea nel 1918. Nel 1915 fonda, insieme ad altri studenti, il «Circolo Linguistico di Mosca», di cui è presidente fino al 1920. Dal 1918 al 1920 lavora presso l'Università di Mosca. In quegli anni viene a conoscenza degli studi di Ferdinand de Saussure e comincia ad elaborare i concetti di quella che sarà poi la sua teoria della comunicazione.
Nel febbraio del 1920 si reca a Tallinn come membro della delegazione commerciale dell'Unione Centrale delle Società dei Consumatori della Federazione Russa in qualità di collaboratore dell'Agenzia telegrafica russa (ROSTA). Da lì, nel luglio dello stesso anno, si trasferisce in Cecoslovacchia in qualità di interprete per la missione della Croce rossa che si occupa del rimpatrio dei prigionieri di guerra. Il 1920 è, per la Russia, un anno politicamente difficile e Jakobson è costretto a trasferirsi a Praga per continuare i suoi studi di dottorato. 
In seguito inizia a lavorare presso l'ambasciata sovietica nella capitale boema. Il viceministro degli esteri cecoslovacco Václav Girsa considera Jakobson "un informatore, una spia e un provocatore della missione sovietica". Nel gennaio del 1923 la polizia cecoslovacca emette contro di lui un mandato di perquisizione per sospetta attività di spionaggio . Nello stesso mese di gennaio viene promosso responsabile dell'ufficio stampa dell'ambasciata. Il 16 settembre 1927 viene rimosso dall'incarico, in quanto non iscritto al partito, su delibera della Segreteria del CC [Comitato Centrale] del Partito Comunista dell'Unione Sovietica, ma continua a lavorare in ambasciata fino al dicembre del 1928, dopodiché all'ambasciatore Antonov-Ovseenko viene inoltrato un richiamo formale da parte dell'Ufficio Organizzativo dello stesso CC del PCUS .
A Praga, si affianca al suo più anziano collega Vilelm Mathesius, con il quale fonda il circolo linguistico della Scuola di Praga (1926), ricoprendone il ruolo di vicepresidente. Al PLK (pražský lingvistický kroužek - circolo linguistico di Praga) si aggregano altri due ex-membri della scuola di Mosca: Nikolaj Trubeckoj, Sergej Karcevskij, ma anche l'anglista Bohumil Trnka, lo slavista e boemista Bohuslav Havránek, e il celebre studioso di estetica Jan Mukařovský. Nello stesso periodo comincia a svolgere un ruolo di intermediazione tra il governo cecoslovacco e quello sovietico, nel momento in cui quest'ultimo intima a Praga di riconoscere immediatamente l'URSS, pena l'applicazione di sanzioni .
Nel 1930 discute la tesi di dottorato presso l'università tedesca di Praga (titolo: Über den Versbau der serbokroatischen Volksepen [la versificazione nelle epopee popolari serbo-croate]). Nel 1931 si trasferisce a Brno, dove insegna storia della lingua russa e letteratura ceca antica presso l'università Masaryk, in qualità di assistente dal 1933 al 1934, di visiting professor dal 1934 al 1937, e di professore ordinario dal 1937 al 1939. Nel 1937 ottiene la cittadinanza cecoslovacca. Per partecipare a convegni e a congressi scientifici internazionali compie numerosi viaggi in Europa, finanziati dal Ministero degli Esteri cecoslovacco.
Il soggiorno praghese incentivò Jakobson ad applicarsi a ricerche nel campo della fonetica che lo aiutarono a sviluppare meglio le sue teorie nell'ambito della struttura e funzione del linguaggio.
Insegnò alla Università Carolina di Praga e all'Università Masaryk di Brno.
Negli anni Trenta Jakobson aderisce all'eurasiatismo. Uno dei leader del movimento, Trubeckoj, è in contatto epistolare con Jakobson e ne condivide il pensiero in campo linguistico, mentre un altro importante esponente, Pëtr Savickij, è suo padrino di battesimo in occasione della sua conversione al cristianesimo ortodosso, nel 1938. Uno degli amici più cari di Jakobson fu Majakovskij, che lo introdusse all'opera di Chlebnikov e che fu un grande estimatore delle sue note critiche su questo poeta. Majakovskij fece riferimento a Jakobson nella poesia Al compagno Nette e nel saggio Ho viaggiato. Jakobson a sua volta scrisse un articolo in morte di Majakovskij, dal titolo La generazione che ha dissipato i suoi poeti (1931).
Con l'invasione tedesca della Cecoslovacchia, Jakobson, in quanto non ariano, dovette lasciare il paese per la Scandinavia e insegnò nelle prestigiose università di Oslo, Copenaghen, Uppsala. Il 3 settembre 1939 lavora a Oslo, presso l'Instituttet for sammenlignende kulturforskning [Istituto di culturologia comparativa] e viene nominato membro effettivo dell'Accademia norvegese delle scienze. Il 9 aprile 1940, appena avuto notizia dell'invasione della Norvegia da parte delle truppe naziste, Jakobson e la moglie, senza fare neanche in tempo a passare da casa per prendere i documenti, fuggono al confine con la Svezia e fanno il loro ingresso nel paese in qualità di rifugiati.
Quindi nel maggio del 1941 si reca con la moglie a New York viaggiando sulla nave mercantile Remmaren (con loro viaggiano il filosofo Ernst Cassirer e la moglie Toni). Il 4 giugno la nave raggiunge il porto di New York, città dove entrò a far parte della comunità degli intellettuali emigrati. Alla École Libre des Hautes Études, una specie di Università francofona in esilio, comincia a collaborare con Claude Lévi-Strauss, il maggiore esponente dello strutturalismo. Ha quindi modo di frequentare molti linguisti americani e antropologi come Franz Boas, Benjamin Lee Whorf e Leonard Bloomfield.
Dal 1943 al 1946 è visiting professor presso la Columbia University, dove insegna linguistica. Nel frattempo ricopre il ruolo di collaboratore dell'intelligence militare cecoslovacca negli USA . Nel 1944 è uno dei fondatori del Circolo linguistico di New York e della sua rivista, Word. Nel 1946 la Columbia University istituisce la cattedra di studi cecoslovacchi [Chair of Czekoslovak Studies], che Jakobson occupa fin dal giorno della sua fondazione. Nel 1948 pubblica una confutazione punto per punto dell'ipotesi di non autenticità del «Cantare delle gesta di Igor'» avanzata da André Mazon. Il dibattito scientifico sorto intorno a questa pubblicazione incontra seri problemi di natura politica, soprattutto in Francia, in quanto, secondo le stesse parole di Jakobson, «sono in molti a non credere a Mazon, ma a usare la sua opera di demitizzazione della tradizione culturale russa come una comoda arma a favore della campagna anticomunista» . Gli studenti della Columbia University distribuiscono volantini con l'accusa a Jakobson di sostenere nel suo saggio sul «Cantare» una linea filocomunista . Nel 1949, quindi, prende la decisione di lasciare l'università a causa delle continue accuse di simpatie filocomuniste di cui è oggetto.
Il 17 novembre 1952 viene naturalizzato cittadino statunitense. Nel 1959 fonda la rivista International Journal of Slavic Linguistics and Poetics e ne diventa direttore. Nel 1962 è candidato al Premio Nobel per la letteratura . Nel 1982 muore nella sua casa di Cambridge (Massachusetts). È sepolto nel cimitero di Mount Auburn. Sulla sua lapide è scritto in lingua russa: «Roman Jakobson, russkij filolog».

### I viaggi in URSS
- Dal 17 al 25 maggio 1956 è a Mosca per partecipare ai lavori promossi dal Comitato internazionale degli slavisti per la preparazione del IV Congresso internazionale degli slavisti, su invito dell'Accademia delle Scienze dell'URSS.
- Dal 1º al 10 settembre 1958 è a Mosca per partecipare al IV Congresso internazionale degli slavisti.
- Dal 1º al 10 ottobre 1962 è a Mosca per partecipare a un convegno del Comitato internazionale degli slavisti.
- Dal 3 al 10 agosto 1964 è a Mosca per partecipare al VII Congresso internazionale di scienze etnologiche e antropologiche.
- Dal 4 agosto all'8 settembre 1966 è a Mosca per partecipare al XII Congresso internazionale di psicologia; a Leningrado per il Seminario internazionale sulla produzione e la ricezione del discorso; a Tartu per la Scuola estiva di semiotica; a Tbilisi per le celebrazioni degli ottocento anni dalla nascita di Shota Rustaveli. Tiene una serie di conferenze presso gli Istituti di slavistica, di lingua russa e dei popoli dell'Asia.
- Dal 17 al 24 agosto 1967 è nuovamente in URSS.
- Dal 29 settembre al 4 ottobre 1979 è a Tbilisi per partecipare al II Simposio internazionale sui problemi dell'inconscio.

## Contributo scientifico
Con la sua operosa attività ovunque si ritrovasse a soggiornare (Mosca, Praga, New York), Jakobson organizzava circoli linguistici che contribuivano in modo sostanziale (e spesso cruciale a livello non solo nazionale, ma mondiale) allo sviluppo della linguistica come scienza: nello specifico, il Circolo linguistico di Mosca, l'Opojaz, il Circolo linguistico di Praga. Fu uno dei promotori dello strutturalismo applicato alla linguistica e alla scienza del testo. Alcune sue opere sono di grande interesse per la psicolinguistica.
Roman Jakobson, insieme a Claude Lévi-Strauss, introdusse il concetto secondo cui la lingua ha avuto origine da una combinazione di gesti e di suoni, destinati a diventare fonemi.
La prima opera significativa di Jakobson è uno studio sulle particolarità stilistiche nella produzione del poeta futurista Velimir Chlebnikov (1919). Mettendo a confronto il linguaggio poetico con quello naturale, Jakobson dichiara che «la poesia è linguaggio in funzione estetica», ragion per cui «è indifferente verso l'oggetto che descrive». Questa tesi costituisce la base teorica del primo formalismo russo, che rivoluziona il rapporto tradizionale tra forma e contenuto in letteratura. In un saggio successivo (1928), scritto in collaborazione con Tynjanov, Jakobson sostiene che, nonostante la scienza del testo operi secondo specifiche norme proprie, queste stesse sono applicabili anche ad altri ambiti culturali, come la politica, l'economia, la religione e la filosofia.
Nel saggio dedicato al confronto tra il sistema di versificazione russo e quello ceco (1923), Jakobson focalizza l'attenzione sulle unità sonore, chiamati “fonemi”, che compongono le parole: nonostante i fonemi siano privi di un significato proprio, la loro sequenza all'interno della frase costituisce il mezzo espressivo principale del linguaggio poetico. Fu l'interesse per l'elemento fonetico della lingua a spingere Jakobson a fondare, con la collaborazione di Trubeckoj, una nuova branca della linguistica, la fonologia, avente come oggetto di studio i tratti distintivi dei suoni che costituiscono i fonemi. Jakobson individua dodici segni acustici binari in opposizione fonologica che, sostiene, costituiscono dei veri e propri universali linguistici e sono alla base di qualsiasi lingua. Il metodo dell'analisi strutturale in termini di opposizioni fonologiche ebbe una grande influenza sul pensiero dell'antropologo Claude Lévi-Strauss, che lo applicò nell'analisi dei miti, segnando l'inizio dello strutturalismo francese.
Le basi di un'ulteriore nuova branca della linguistica, la neurolinguistica, furono poste invece dall'opera di Jakobson sull'afasia (Child Language, Aphasia and Phonological Universals, 1941), in cui lo studioso collega i disturbi del discorso (le patologie del linguaggio) ai dati neurologici sulla struttura del cervello. Questa ricerca fornisce una dimostrazione su base fisiologica della sua dottrina sulla metafora (asse della combinazione) e sulla metonimia (asse della selezione), viste come due modalità contrapposte di ordinamento delle unità linguistiche, determinanti, fra l'altro, per individuare le differenze tra poesia e prosa. Questa contrapposizione divenne ben presto parte integrante dell'apparato terminologico della moderna scienza del testo.

## Struttura del linguaggio
La sua teoria più nota è un modello generale per la comunicazione linguistica, che integra modelli precedenti di Karl Bühler e Bronisław Malinowski, proponendo la suddivisione delle funzioni del linguaggio in sei: 
1. Funzione emotiva
2. Funzione fàtica
3. Funzione conativa
4. Funzione poetica
5. Funzione metalinguistica
6. Funzione referenziale

La funzione emotiva è incentrata sull'emittente. Viene posta in essere quando l'emittente dell'atto linguistico ha come fine l'espressione dei suoi stati d'animo (per questo è stata imparentata al discours di Émile Benveniste e usata nella poesia lirica). La funzione fàtica è incentrata sul canale di comunicazione. Essa si realizza quando un partecipante dell'atto di comunicazione desidera controllare se il canale è, per così dire, aperto (esempio: domande del tipo "Mi segui?, mi ascolti?"). La funzione conativa è focalizzata sul ricevente. Essa avviene quando tramite un atto di comunicazione l'emittente cerca di influenzare il ricevente, come per esempio in un ordine (esempio: "Va' da lei!") o nei casi linguistici del vocativo e dell'imperativo. La funzione poetica è incentrata sul messaggio e valorizza il piano del significante. Avviene quando il messaggio che l'emittente invia all'ascoltatore ha una complessità tale da obbligare il ricevente a ridecodificare il messaggio stesso (ne sono un esempio molte frasi pubblicitarie o frasi di poesia del tipo "Nel mezzo del cammin di nostra vita mi ritrovai per una selva oscura"). La funzione metalinguistica è quella riferita al codice stesso. Ossia quando il codice "parla" del codice (un esempio lampante sono le grammatiche o le didascalie in un testo teatrale). La funzione referenziale infine è incentrata sul contesto. Essa è posta in essere quando viene data un'informazione sul contesto (esempio: "L'aereo parte alle cinque e mezza") e viene imparentata al récit di Benveniste.

## Principali opere
Le sue opere spaziano dalla teoria generale della lingua alla fonologia, dalla morfologia alla grammatica, dalla lingua russa alla letteratura russa, dalla poetica alla slavistica, dalla psicolinguistica alla semiotica, e abbracciano anche molti altri settori del sapere umanistico.

Jakobson scrisse nel 1923 Sul verso ceco, nel 1929 Il folklore come un particolare modo di creazione, in collaborazione con Pëtr Grigor'evič Bogatyrëv; nel 1931 Principi di fonologia storica; nel 1941 Linguaggio infantile, afasia e leggi fonetiche universali; nel 1945 Sulle fiabe russe e Gli inizi dell'autodeterminazione nazionale in Europa; nel 1949 Sulla teoria delle affinità fonologiche tra le lingue; nel 1955 L'afasia come problema linguistico; nel 1966 Alla ricerca dell'essenza del linguaggio (sulla rivista "Diogènes"); e tra gli anni 1962 e 1982 la sua raccolta più conosciuta, i Saggi di linguistica generale, comprendente diversi articoli apparsi su riviste, tra cui:
- Antropologi e linguisti: bilancio di un convegno (1953)
- Fondamentali del linguaggio (1956)
- Gli studi tipologici e il loro contributo alla linguistica storica comparata (1958)
- Aspetti linguistici della traduzione (1959)
- Linguistica e teoria della comunicazione (1961)
- Commutatori, categorie verbali e il verbo russo (1957)
- La nozione di significato grammaticale secondo Boas (1959)
- Linguistica e poetica (1958)
- A guisa di prefazione (1966, premessa all'ed. italiana).

## Altri riconoscimenti
Nel 1980 l'Accademia dei Lincei gli ha conferito il Premio Internazionale Feltrinelli per la Filologia e la Linguistica.

## Traduzioni in italiano
- Cantare della gesta di Igor: epopea russa del XII secolo, a cura di Renato Poggioli, testo critico annotato di Roman Jakobson, Einaudi, Torino 1954
- Saggi di linguistica generale, a cura di Luigi Heilmann, Feltrinelli, Milano 1966-2008.
- Aspetti linguistici della traduzione, in "il Verri", 19, 1966, pp. 98–106; poi in Paolo Fabbri e Gianfranco Marrone (a cura di), Semiotica in nuce, vol. I, Meltemi, Roma, 2000, pp. 208–213
- Verso una scienza dell'arte poetica, prefazione a I formalisti russi: teoria della letteratura e metodo critico, a cura di Tzvetan Todorov, Einaudi, Torino, 1968, pp. 7–11
- Il realismo nell'arte, ivi, pp. 95–107
- Problemi di studio della letteratura e del linguaggio (con Jurij Nikolaevič Tynjanov), ivi, pp. 145–149
- Il farsi e il disfarsi del linguaggio: linguaggio infantile e afasia, Einaudi, Torino 1971; nuova ed. ampliata, Introduzione di Livio Gaeta, Einaudi, 2006, ISBN 978-88-061-8253-3.
- Linguistica e poetica, in Luigi Rosiello (a cura di), Letteratura e strutturalismo, Zanichelli, Bologna 1974, pp. 71–82
- Una generazione che ha dissipato i suoi poeti. Il problema Majakovskij, a cura di Vittorio Strada, Einaudi, Torino 1975; SE, Milano 2004, ISBN 978-88-771-0516-5.
- Premesse di storia letteraria slava, a cura di Lidia Lonzi, Il Saggiatore, Milano 1975
- Holdërlin. L'arte della parola, con la collaborazione di Grete Lübbe Grothues, introduzione di Carlo Angelino, Il Melangolo, Genova 1976; Il Nuovo Melangolo, 2003, ISBN 978-88-701-8002-2.
- La linguistica e le scienze dell'uomo: sei lezioni sul suono e sul senso, introduzione di Claude Lévi-Strauss, Il Saggiatore, Milano 1978, 2011.
- Lo sviluppo della semiotica e altri saggi, saggio introduttivo di Umberto Eco, Collana Studi, Bompiani, Milano 1978; nuova ed., saggio conclusivo di Nunzio La Fauci, Collana Campo aperto, Bompiani, Milano-Firenze, 2020, ISBN 978-88-301-0230-9.
- Lingua, discorso, società, con altri, a cura di Daniele Gambarara, Pratiche, Parma 1979
- La forma fonica della lingua, con Linda R. Waugh e Martha Taylor, introduzione di Cesare Segre, Il Saggiatore, Milano 1979
- Magia della parola, a cura di Krjstjna Pomorska, Laterza, Bari 1980
- Poetica e poesia: questioni di teoria e analisi testuali, introduzione di Riccardo Picchio, Einaudi, Torino 1985
- La scienza del linguaggio: tendenze principali, trad. di Ottavio Fatica, Theoria, Roma 1986
- Autoritratto di un linguista. Retrospettive, a cura di Luciana Stegagno Picchio, trad. G. Banti e B. Bruno, Collana Saggi, Il Mulino, Bologna, 1987, ISBN 978-88-150-1284-5.
- Russia, follia, poesia, a cura di Tzvetan Todorov, Guida, Napoli 1989
- Dialoghi. Gli ultimi suoni del Novecento, con Krystyna Pomorska, Castelvecchi, Roma, 2009, ISBN 978-88-761-5270-2.
- La fine del cinema?, a cura di Francesca Tuscano, BookTime, Milano, 2009-2014, ISBN 978-88-621-8152-5.